# الحريرة (بني سعد)

تعديل مصدري - تعديل

الحريرة هي إحدى قرى عزلة الشويع بمديرية بني سعد التابعة لمحافظة المحويت، بلغ تعداد سكانها 208 نسمة حسب تعداد اليمن لعام 2004.